# Notto Gouye Diama
Notto Gouye Diama est un village du Sénégal, situé à l'ouest du pays, à 23 km de Thiès.
C'est le chef-lieu de la communauté rurale de Notto Gouye Diama qui fait partie de l'arrondissement de Pambal, du département de Tivaouane et de la région de Thiès.
Notto Gouye Diama comptait environ 4 000 habitants en 2002. Ils sont principalement d'origine wolof (89 %), également toucouleur (9 %). La plupart sont musulmans.
Les activités dominantes sont l'agriculture, le maraîchage, l'élevage et le commerce, auxquelles s'ajoutent les services et l'artisanat.
Le village de notto abrite un marché de légumes et fruits très populaire.

## Une forte communauté sérère ndut(environ 17%) aussi plus importante, derrière la communauté Wolof
1. 1 2 3 4  Rapport diagnostic du village de Notto Gouye Diama (Région de Thiès), janvier 2003, 23 p.